# 島嶼灣

島嶼灣（英語：Bay of Isles）是位於南佐治亞的海灣，寬14公里，在1775年由詹姆斯·庫克率領的英國探險隊發現。此灣因附近有多座島嶼而得名。

## 注解
1. ↑  包括有阿爾巴特羅斯島、克雷森特島、因維瑟布爾島、莫利莫克島、斯庫亞島、佩特雷爾島、普里昂島和特恩島。

54°2′S 37°20′W / 54.033°S 37.333°W